# Kuulinen
Kuulinen är en ö i Finland. Den ligger i Skärgårdshavet och i kommunen Nådendal i den ekonomiska regionen  Åbo ekonomiska region i landskapet Egentliga Finland, i den sydvästra delen av landet. Ön ligger omkring 14 kilometer väster om Åbo och omkring 160 kilometer väster om Helsingfors.
Öns area är 20,4 hektar och dess största längd är 0,7 kilometer i sydväst-nordöstlig riktning.